# IC 1098
IC 1098 је појединачна звијезда у сазвјежђу Змај која се налази на листи објеката дубоког неба у Индекс каталогу.
Деклинација објекта је + 55° 36' 5" а ректасцензија 15h 6m 25,5s.